# 杭州华润大厦

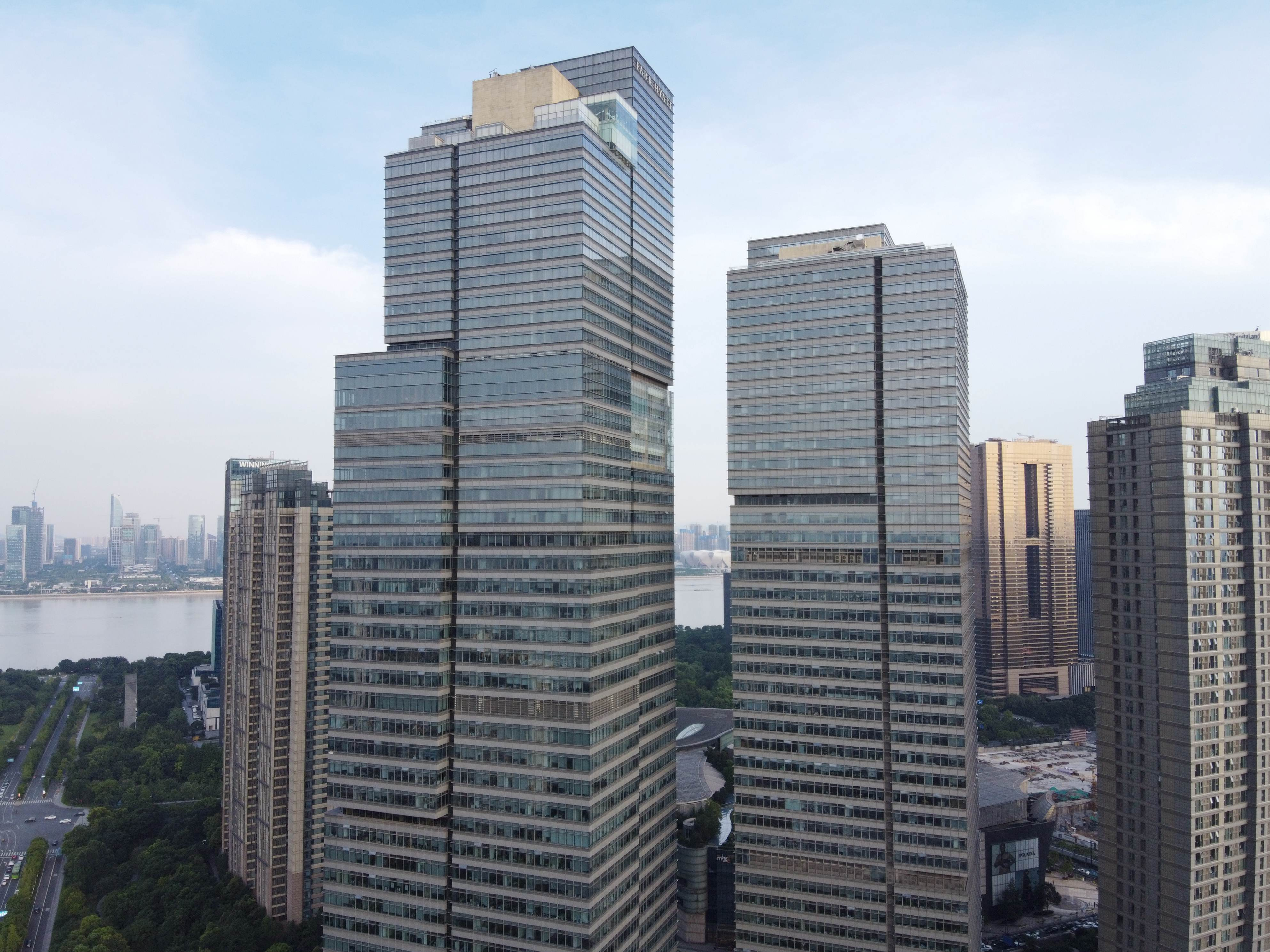
华润大厦

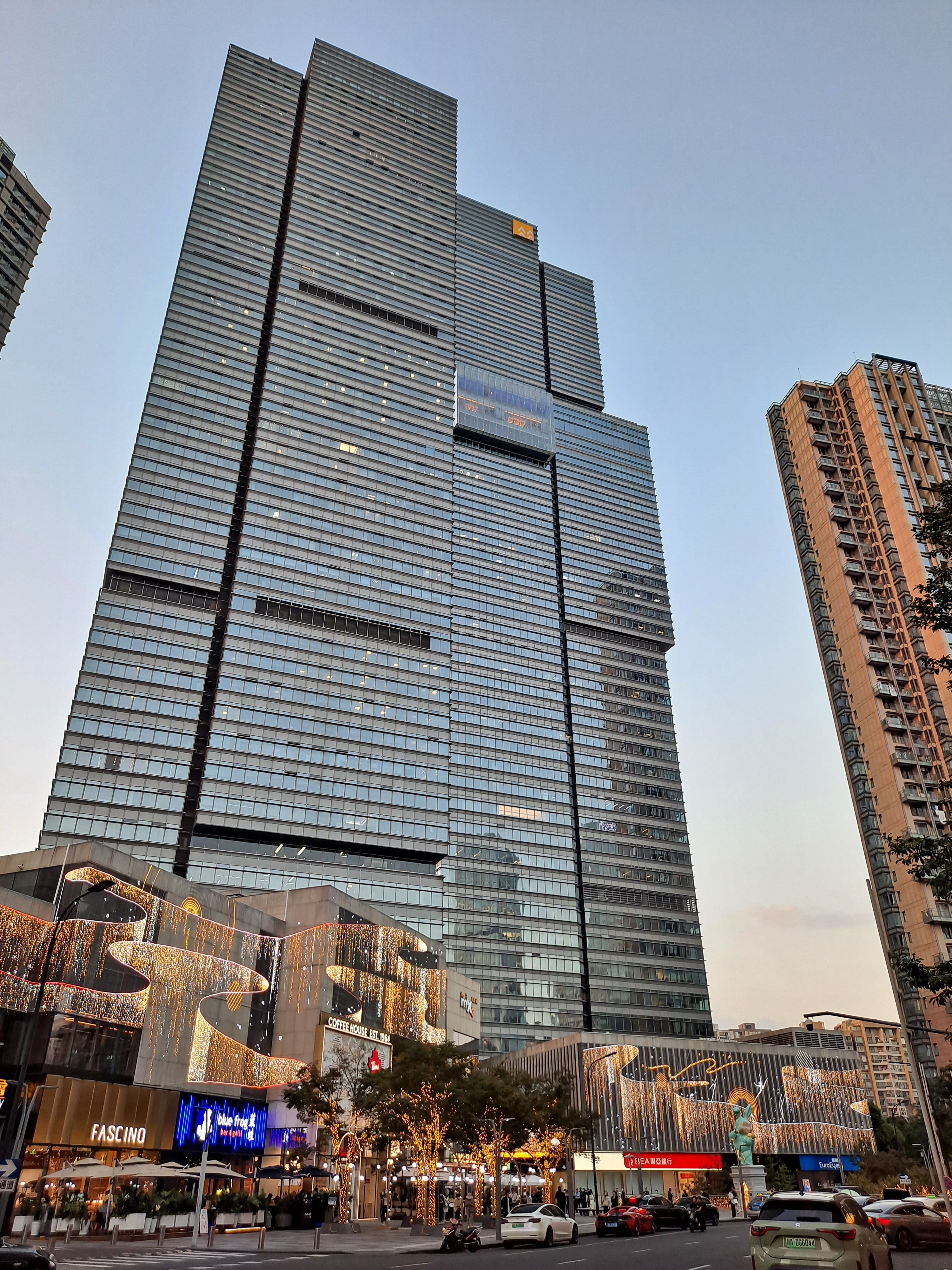
华润大厦

杭州华润大厦是位于杭州市上城区钱江路1366号的高层写字楼，包括A、B两幢，A楼51层高232米，B楼47层高215米，总建筑面积24万平米。它属于杭州万象城二期项目，由华润置地与香港新鸿基地产联合打造，2011年4月开工，2015年建成，为全球第15座华润大厦。

## 简介
杭州柏悦酒店位于华润大厦A楼35层到49层，属于凯悦国际酒店旗下的五星级酒店，2016年9月28日开业。

## 交通
可乘杭州地铁2号线、4号线、9号线至钱江路站D2口到达。